# 극장판 프리큐어 올스타즈 뉴 스테이지 3 영원의 친구
《극장판 프리큐어 올스타즈 뉴 스테이지 3 영원의 친구》(일본어: 映画 プリキュアオールスターズNewStage3 永遠のともだち)는 2014년 애니메이션 영화이다. 프리큐어 올스타즈의 6번째 작품이며 New Stage의 3편이자 대단원. '영원한 친구'는 프리큐어 올스타즈 New Stage 시리즈의 주제가 제목이기도 하다.